# 第三代沃特福德侯爵亨利·貝雷斯福德

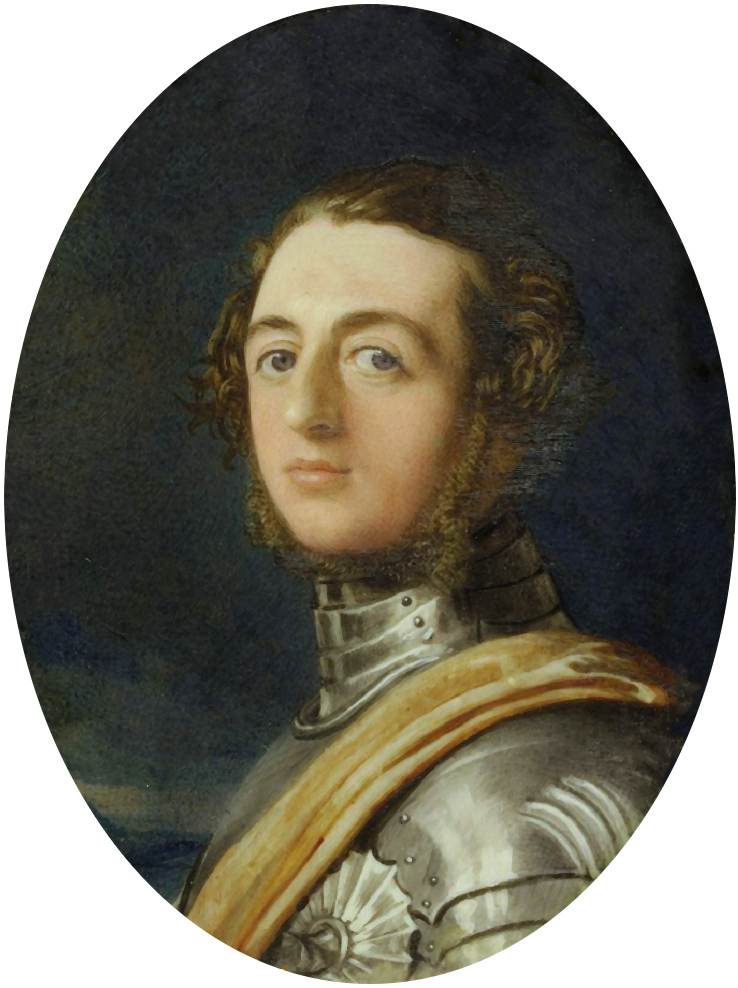
第三代沃特福德侯爵亨利·貝雷斯福德

第三代沃特福德侯爵亨利·德·拉·波爾·貝雷斯福德（Henry de La Poer Beresford, 3rd Marquess of Waterford，1811年4月26日—1859年3月29日），是一名英国贵族，因被猜想為彈簧腿傑克而留名。
彈簧腿傑克犯案後，一個1840年代早期廣泛流傳的謠言提到一名愛爾蘭貴族沃特福德侯爵（the Marquess of Waterford），認為他是操弄該事件的主要嫌疑犯。這名侯爵該負起的責任被幾名現代作家所接受，他們認為一名女子和一名警官帶來的羞辱經驗給予他創造一個人物的想法以「報復」一般警員和女子11。有作家揣測他（在專精實用機器的朋友幫助下）設計出某種專用於彈跳靴的機械裝置，另外他可能製造出噴火技術以增加他人物的非自然外型。最後，他們指出艾許沃斯事件裡男僕看到繡有「W」字母的盾形紋章，是個和他頭銜開頭字母相同的顯著巧合。
事實上，這名侯爵於1830年代後期常因酒醉鬧事、粗魯的玩笑、破壞以及據說為了打賭做任何事而上新聞版面；他反常的性格與對女人的蔑視為他博得「瘋狂侯爵」（the Mad Marquis）的稱號，而且據稱第一起事件發生時他在倫敦。不幸的是，沃特福德家族的編年史寫到他當時在沃特福德城堡的情人節舞會，這意味著他有史凱爾與艾爾索攻擊事件的強力不在場證明，而這兩事件正是傑克可靠歷史的核心。即使如此，他仍於1880年被E. C.布魯爾（E. C. Brewer）認定作加害者，他證實侯爵「藉著跳到不設防的旅人身上，驚嚇他們以自娛，並一再重施伎倆以致於他人效法他愚蠢的行為。12」1842年，沃特福德侯爵結婚並定居於愛爾蘭的柯瑞福摩宮（Curraghmore House），且據說過著十分正經的生活，並持續到1859年他死於一場騎馬意外為止。